# سوني سينغ (ممثلة)
سوني سينغ (بالهندية: सोनी सिंह؛ بالإنجليزية: Soni Singh) هي عارضة وممثلة هندية، ولدت في 14 ديسمبر 1986 في باتنا في الهند.

## وصلات خارجية
- سوني سينغ على موقع IMDb (الإنجليزية)